# Giuseppe Gjergja
Giuseppe Gjergja, anche indicato con la grafia Giergia, detto Pino (Zara, 24 novembre 1937), è un ex cestista e allenatore di pallacanestro jugoslavo, dal 1992 croato.

## Biografia
Pino Giergia nasce cittadino italiano, al tempo in cui la sua città natale, Zara, era parte del Regno d'Italia. È originario del rione di Borgo Erizzo, tradizionalmente abitato dalla storica comunità albanese zaratina.

## Carriera
Con la Jugoslavia ha disputato due edizioni dei Giochi olimpici (Roma 1960, Tokyo 1964), due dei Campionati mondiali (1963, 1967) e i Campionati europei del 1965.
Da allenatore ha guidato la Jugoslavia ai Campionati europei del 1983 e la Croazia ai Campionati mondiali del 1994.

## Palmarès

### Giocatore
- YUBA liga: 5

Zadar: 1965, 1967, 1967-68, 1973-74, 1974-75
- Coppa di Jugoslavia: 1

Zadar: 1970